# Charles Lindsay Temple
Charles Lindsay Temple (20 de noviembre de 1871 - 9 de enero de 1929) fue vicegobernador del norte de Nigeria desde enero de 1914 hasta que la mala salud le hizo renunciar al cargo en 1917.
Temple era el único hijo del segundo matrimonio de Sir  Richard Temple, primer baronet, que se había casado con Mary Augusta Lindsay en enero de 1871. Nació en Shimla, India británica, el 20 de noviembre de 1871. Fue educado en la escuela Sedbergh y luego admitido en el Trinity College de Cambridge en junio de 1890, pero lo abandonó al poco tiempo debido a problemas de salud.
Desde 1898 fue cónsul interino en el estado de Pará, Brasil, y de 1899 a 1901 vicecónsul en Manaus del mismo país. Después de ser transferido al norte de Nigeria en 1901, fue nombrado CMG para su servicio diplomático en 1909, y ascendió hasta convertirse en vicegobernador de esa región en 1914.
Se casó con Olive MacLeod, hija de Sir Reginald MacLeod of MacLeod, en 1912. Murió en Granada, España, de insuficiencia renal el 9 de enero de 1929.
En 1915, Olive y Charles publicaron un libro sobre su vida en Nigeria titulado Notes on the Tribes, Provinces, Emirates and States of the Northern Provinces of Nigeria.